# Suite empordanesa
Suite empordanesa és una obra orquestral composta per Juli Garreta.
El 16 de gener de 1921, l'obra va fer el seu debut al teatre Eldorado de Barcelona, sota la batuta del mestre Joan Lamote de Grignon, al capdavant de l'Orquestra Simfònica de Barcelona. Aquest esdeveniment va ser part de les Matinées Líricas Populares organitzades per l'Associació Musical de Barcelona. La segona presentació, amb els mateixos intèrprets, va ser el 7 de novembre al Palau de la Música Catalana. Abans de la mort de l'autor, la peça va ser interpretada per l'orquestra Pau Casals en un concert al Coliseum de Barcelona el 25 d'octubre de 1925.
Garreta va manifestar que volia editar la Suite en Sol per difondre entre músics estrangers el ritme original de la sardana.

## L'obra
L'obra consta de quatre moviments: 
- Introducció (258 compassos)
- Dansa (sardana, 203 compassos)
- Scherzo (419 compassos)
- Final (temps de sardana, 512 compassos)

Hi ha indicis que l'autor va començar a escriure l'obra bastant abans de la seva publicació, ja que en el programa de mà del concert de l'Orquestra Pau Casals es relacionava l'origen de la Suite amb la sardana Llicorella, com si aquesta hagués representat la idea mare del procés compositiu de l'obra. A més a més, en el primer moviment de la Suite hi és present el tema principal de Leyenda núm. 2. i el segon moviment és una orquestració de la sardana Mar d'argent, una sardana que Garreta havia escrit anteriorment i que en alguns documents apareix descrita com "la sardana de la Suite". El seu germà Lluís explica detalladament en una carta que Juli havia instrumentat i ampliat aquesta sardana en el moment de donar forma a la Suite.
Aquesta utilització del material temàtic d'obres pròpies se suma a alguns indicis que l'obra estava enllestida un temps abans que es presentés al concurs el 1919. Cinc anys enrere, tant el Diari de Tortosa com el Diari de Girona anunciaven concerts de l'Orquestra Simfònica de Barcelona dirigida per Lamote de Grignon a Palafrugell, Sant Feliu de Guíxols i Girona durant el mes de maig de 1913 en els quals s'havia de donar a conèixer "un nuevo poema musical a gran orquestra" de Garreta. A més, dos anys abans, el 1911, la revista Scherzando donava aquesta dada: "Juli Garreta está trevallant fa algun temps am una nova simfonía a quatre temps per a orquestra gran". Tenint en compte que la Suite en Sol major és l'única obra coneguda de Garreta que està formada per quatre moviments, se situaria el procés de composició entorn a 1912, just després de l'estrena de Llicorella.

## Instrumentació, versions i enregistraments
L'obra original va ser transcrita pel seu germà Lluís Garreta. La partitura original estava plena de petites anotacions i rectificacions que l'autor havia anat realitzant cada vegada que s'havia interpretat l'obra. L'any 2006 l'editorial DINSIC va editar la partitura original, ja que fins aquest any només existia l'original que al morir l'autor va passar a ser propietat de la biblioteca de L'Orfeó Català.
La intrumentacio és composta per: Flautí, 3 Flautes, 2 Oboes, 2 Clarinets en Sib, 2 Tenores en Sib, 2 Fagots, 4 Cornetins en Fa, 2 Trombons en Sib, 3 Trompes en Sib, Trombó Baix, Tuba, Timpanis, Violins (primers i segons), Violes, Violoncels i Contrabaix. La versió més famosa és per a Gran Orquestra Simfònica, però també existeix una versió per a banda.
Ha estat enregistrada per l'Orquestra Simfònica Catalana dirigida per Antoni Ros Marbà (Edigsa 1967).

## Premis
Aquesta obra va guanyar el premi de la vuitena edició de la Festa de la Música Catalana de 1920 (el guanyador de la qual obtenia un premi de 1.000 pessetes) sota el títol Suite en Sol (Suite empordanesa).